# Aloe rendilliorum
Aloe rendilliorum là một loài thực vật có hoa trong họ Măng tây. Loài này được L.E.Newton mô tả khoa học đầu tiên năm 2006.